# Élections européennes de 1999 au Royaume-Uni
Les cinquièmes élections européennes se sont déroulées le 10 juin 1999 au Royaume-Uni pour désigner les 87 députés européens au Parlement européen, pour la législature 1999-2004.

## Résultats
| Parti | Parti                                              | Votes     | %    | Sièges |
| ----- | -------------------------------------------------- | --------- | ---- | ------ |
|       | Parti conservateur                                 | 3 578 217 | 35,8 | 36     |
|       | Parti travailliste                                 | 2 803 821 | 28,0 | 29     |
|       | Libéraux-démocrates                                | 1 266 549 | 12,7 | 10     |
|       | Parti pour l'indépendance du Royaume-Uni           | 696 057   | 7,0  | 3      |
|       | Parti vert                                         | 625 378   | 6,3  | 2      |
|       | Parti national écossais                            | 268 528   | 2,7  | 2      |
|       | Plaid Cymru                                        | 185 235   | 1,9  | 2      |
|       | Parti conservateur pro-Euro                        | 138 097   | 1,4  | 0      |
|       | Parti national britannique                         | 102 647   | 1,1  | 0      |
|       | Parti libéral                                      | 93 051    | 1,9  | 0      |
|       | Parti travailliste socialiste                      | 86 749    | 0,9  | 0      |
|       | Parti socialiste écossais                          | 39 720    | 0,4  | 0      |
|       | Travailliste indépendant                           | 36 849    | 0,4  | 0      |
|       | Liste travailliste alternative                     | 26 963    | 0,3  | 0      |
|       | Parti de la loi naturelle                          | 20 329    | 0,2  | 0      |
|       | Alliance socialiste                                | 7 203     | 0,1  | 0      |
|       | Architecte, droits de l'homme paix en Europe       | 4 851     | 0,1  | 0      |
|       | EDP Parti anglais de la liberté                    | 3 066     | 0,03 | 0      |
|       | Anti Taxe sur la valeur ajoutée                    | 2 596     | 0,03 | 0      |
|       | Parti humaniste                                    | 2 586     | 0,02 | 0      |
|       | Coalition Hemp                                     | 2 358     | 0,02 | 0      |
|       | Alliance chrétienne pro-famille et anti-corruption | 2 251     | 0,02 | 0      |
|       | Démocratie ouverte pour la stabilité               | 1 857     | 0,02 | 0      |
|       | Weekly Worker                                      | 1 724     | 0,02 | 0      |
|       | Parti socialiste de Grande-Bretagne                | 1 510     | 0,02 | 0      |
|       | Faire du profit en Europe                          | 1 400     | 0,01 | 0      |
|       | Parti humaniste anglais indépendant                | 1 049     | 0,01 | 0      |
|       | Comptable pour des taxes plus basses en Écosse     | 1 632     | 0,01 | 0      |

| Parti | Parti                                  | Votes   | %    | +/-   | Sièges | +/- | Groupe |
| ----- | -------------------------------------- | ------- | ---- | ----- | ------ | --- | ------ |
|       | Parti unioniste démocrate              | 192 762 | 28,4 | -0,8  | 1      | =   | NI     |
|       | Parti social-démocrate et travailliste | 190 731 | 28,1 | -0,8  | 1      | =   | SOC    |
|       | Parti unioniste d'Ulster               | 119 507 | 17,6 | -6,2  | 1      | =   | PPE    |
|       | Sinn Féin                              | 117 643 | 17,3 | +13,5 | 0      | =   | -      |
|       | Parti unioniste progressiste           | 22 494  | 3,31 | n/a   | 0      | n/a | -      |
|       | Parti unioniste du Royaume-Uni         | 20 283  | 3,0  | n/a   | 0      | n/a | -      |
|       | Parti de l'Alliance d'Irlande du Nord  | 14 391  | 2,1  | -2,0  | 0      | =   | -      |
|       | Parti de la loi naturelle              | 998     | 0,2  | +0,1  | 0      | =   | -      |